# Adorador 1
Adorador 1 é o álbum de estreia da cantora Fabiana Anastácio, lançado em 2012, pela gravadora Todah Music e tendo produção musical de Henrique Oliveira. O álbum contem 13 faixas.
A livraria evangélica 100% Cristão descreveu o álbum como "Um belíssimo álbum com sua voz espetacular em 13 (treze) faixas".

## Faixas
1. Não ficarei aqui
2. A lógica de Deus
3. A sombra de Pedro
4. Um adorador
5. Serei fiel
6. O desejo de Deus
7. Você pode crer
8. Até o fim
9. Cristão
10. Quem impedirá
11. Deus de surpresa
12. Valeu à pena
13. Shekiná [2]